# Urrotz
Urrotz (spanisch Urroz oder Urroz de Santesteban) ist eine spanische Gemeinde (municipio) in der Comunidad Foral de Navarra mit 173 Einwohnern (Stand: 2024). 

## Lage
Urrotz liegt etwa 30 Kilometer nördlich von Pamplona (Iruna) in einer Höhe von ca. 325 m.

## Sehenswürdigkeiten
- Michaeliskirche
- Michaeliskapelle